# Józef Damse
Józef Damse (1788 - Rudno, Baixa Silèsia, Polònia, 15 de desembre, 1852) fou un compositor, concertista i cantant polonès.
Després d'haver-se donat a conèixer com a concertista de clarinet i de trombó, va voler provar fortuna en el teatre, i va representar algunes operetes que van ser molt ben acollides.
Més tard va compondre nombrosos ballables, i a la vista de l'èxit aconseguit es decidí a abordar l'òpera, i per acabar, la música religiosa, assolint una acollida molt favorable.
Entre altres composicions de menys importància, cal citar entre les seves 46 òperes:
- Przyhas.
- Spis wojsk.
- La germana de llet.
- Anna.
- El Contrabandista.

A més de 20 sarsueles, una missa, set ballets, etc.